# Prefektura apostolska Tongzhou
Prefektura apostolska Tongzhou (łac. Apostolica Praefectura Tungchovensis) – rzymskokatolicka prefektura apostolska ze stolicą w Dali w prefekturze miejskiej Weinan, w prowincji Shaanxi, w Chińskiej Republice Ludowej.
Patriotyczne Stowarzyszenie Katolików Chińskich używa nazw diecezja Dali oraz diecezja Weinan.

## Historia
3 listopada 1931 z mocy decyzji Piusa XI, wyrażonej w brewe Litteris apostolicis erygowano misję "sui iuris" Tongzhou. Dotychczas wierni z tych terenów należeli do wikariatu apostolskiego Xi’anfu (obecnie archidiecezja xi’ańska). 8 kwietnia 1935 misję podniesiono do rangi prefektury apostolskiej.
Z 1950 pochodzą ostatnie pełne, oficjalne kościelne statystyki. Prefektura apostolska Tongzhou liczyła wtedy:
- 6 650 wiernych (0,5% społeczeństwa)
- 19 kapłanów (7 diecezjalnych i 12 zakonnych)
- 9 sióstr zakonnych
- 10 parafii.

Od zwycięstwa komunistów w chińskiej wojnie domowej w 1949 prefektura apostolska, podobnie jak cały prześladowany Kościół katolicki w Chinach, nie może normalnie działać. Prefekt apostolski o. Pietro Moretti OFM został wydalony z kraju. W 1952 administratorem prefektury został ks. Lawrence Zhang Wenbin. Aresztowany w 1966, wyszedł z więzienia w 1980. Rok później został biskupem Patriotycznego Stowarzyszenia Katolików Chińskich, przyjmując sakrę bez zgody papieża czym zaciągnął na siebie ekskominikę latae sententiae. Rządy sprawował do śmierci w 2002. Jego następcą został Joseph Tong Changping mający uznanie zarówno Stolicy Apostolskiej jak i rządu w Pekinie.
W 2002 Kościół oficjalny liczył 12 000 katolików, 30 kapłanów i ponad 40 zakonnic.

## Ordynariusze

### Superior misji "sui iuris" Tongzhou
- o. Pietro Moretti OFM[3] (1932 - 1935)

### Prefekci apostolscy Tongzhou
- o. Pietro Moretti OFM (1935 - 1973) de facto wydalony z Chin po zwycięstwie rewolucji komunistycznej nie miał po tym czasie realnej władzy w prefekturze
  - ks. Lawrence Zhang Wenbin (1952 - ?) administrator apostolski; od 1966 w więzieniu[1]
- sede vacante (być może urząd prefekta sprawowali duchowni Kościoła podziemnego) (1973 - 2002)
- bp Joseph Tong Changping (2002 - nadal)

### Antybiskup
Ordynariusz mianowani przez Patriotyczne Stowarzyszenie Katolików Chińskich nieposiadający mandatu papieskiego:
- bp Lawrence Zhang Wenbin (1981 - 2002).